# Naturschutzgebiet Magergrünland Alfloh

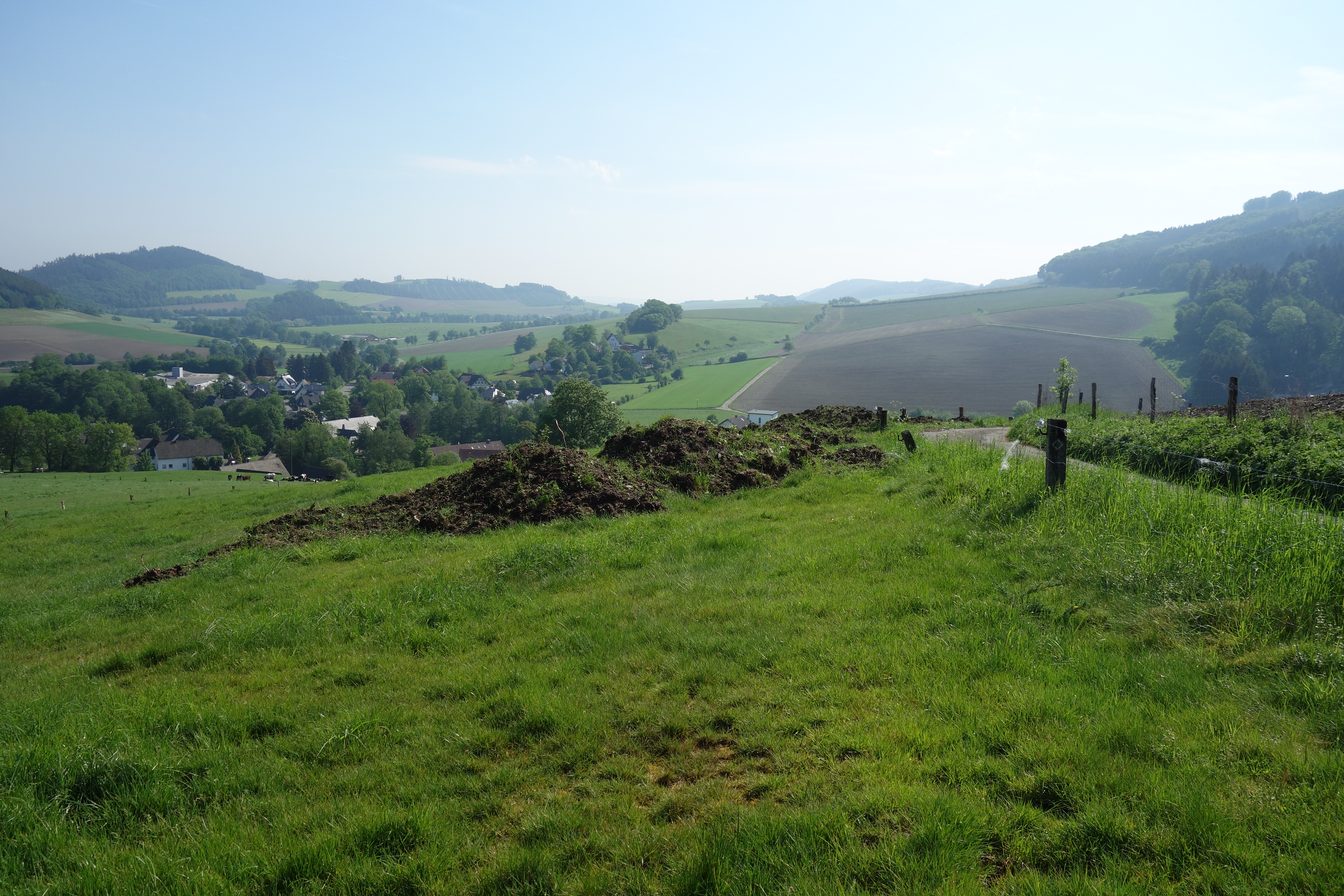
Naturschutzgebiet Magergrünland Alfloh

Das Naturschutzgebiet Magergrünland Alfloh mit 5,2 ha Flächengröße liegt westlich von Linnepe im Stadtgebiet von Sundern und im Hochsauerlandkreis. Das Gebiet wurde 2019 mit dem Landschaftsplan Sundern durch den Kreistag des Hochsauerlandkreises als Naturschutzgebiet (NSG) ausgewiesen. Ab 1993 war es als Teils vom Landschaftsschutzgebiet Sundern ausgewiesen. Das NSG geht bis an den Dorfrand.

## Beschreibung
Beim NSG handelt es sich um einen Magerweidenkomplex. Am steilen Osthang zum Tal der Linnepe befindet sich eine arten- und krautreiche Besenginster-Magerweide. Der Landschaftsplan dokumentiert: „Der Berghang ist durch Viehtritt teilweise getreppt. Die Vegetationsdecke ist dort trittbedingt lückig. Im oberen Hangteil treten bereichsweise sehr starke Verbuschungen auf. Auf der Bergkuppe und im Nordwestteil des NSG sind Übergänge zur Fettweide zu verzeichnen. Im Westen tritt an steileren Abschnitten der Weide weiteres Magergrünland auf. Hier sind in der Weide einige kleinere Felsblöcke zu finden.“
Zum Wert des NSG führt der Landschaftsplan auf: „Arten- und krautreiches Magergrünland ist ehemals in der Mittelgebirgslandschaft weit verbreitet gewesen, durch Nutzungsintensivierungen mittlerweile jedoch stark zurückgedrängt worden. Verbliebene größere Flächen mit alter Grasnarbe und traditioneller Bewirtschaftung wie hier sind daher besonders erhaltenswert. Die Fläche ist deshalb von regionaler Bedeutung im Biotopverbund von Magergrünlandbiotopen.“

## Schutzzweck
Laut Landschaftsplan erfolgte die Ausweisung zum:
- „Schutz, Erhaltung und Entwicklung von Magergrünland und seinen Lebensgemeinschaften als Trittsteinbiotop in intensiv genutzter Agrarlandschaft.“
- „Das NSG dient auch der nachhaltigen Sicherung von besonders schutzwürdigen Lebensräumen nach § 62 LG und von Vorkommen seltener Tier- und Pflanzenarten.“[1]

## Gebot
Für das NSG wurde ein besonderes Gebot erlassen. Das Gebot lautet „das Grünland ist zu beweiden, vorzugsweise nach den geltenden Bewirtschaftungsanleitungen „Weide“ des Kulturlandschaftspflegeprogrammes des HSK.“

## Entwicklungsmaßnahme
Im Landschaftsplan wurde als zusätzliche Entwicklungsmaßnahme festgeschrieben:
„Aufkommender Gehölzbewuchs ist im Bereich des Magergrünlandes v. a. am Osthang bei Bedarf zu entfernen (§ 26 LG).“

## Beeinträchtigungen des NSG
Im Juni 2018 wurden rechtswidrige Ablagerungen von Material im Schutzgebiet entdeckt. Auf der höchsten Kuppe wurden Haufen mit Erde abgelagert und später im Magergrünland verteilt. Am westlichen Rand des Naturschutzgebietes lag an einem Feldweg neben Erde auch Bauschutt und Gehölzschnitt. Trotz Eingabe bei der Untern Naturschutzbehörde des Kreises (UNB) änderte sich an der Sachlage bis Dezember 2019 nichts an der Sachlage. Laut UNB wurde am Fall gearbeitet.